# 金鸡镇 (忠县)
金鸡镇，是中华人民共和国重庆市忠县下辖的一个乡镇级行政单位。

## 行政区划
金鸡镇下辖以下地区：
文桂社区委会、黄龙社区、狮王村、蜂水村、傅坝村、新学村、活龙村、木坊村、白龙村和桂林村。